# Elizabeth M. Tamposi
Elizabeth M. Tamposi (ur. 13 lutego 1955 w Nashua) – amerykańska polityczka arumuńskiego pochodzenia. Członkini Izby Reprezentantów New Hampshire, Asystentka Sekretarza Stanu ds. Spraw Konsularnych i matka Maggie Goodlander.

## Życiorys
Tamposi urodziła się 13 lutego 1955 roku w mieście Nashua, w stanie New Hampshire, w hrabstwie Hillsborough. Jest córką znanego lokalnego dewelopera Samuela A. Tamposiego, syna greckich imigrantów arumuńskiego pochodzenia z okolic Greweny.

### Edukacja i kariera zawodowa
Ukończyła studia z tytułem Bachelor of Arts na University of New Hampshire w 1978 roku oraz z tytułem Master of Public Administration na Uniwersytecie Harvarda w 1984 roku.
Po ukończeniu studiów, pracowała w firmie deweloperskiej swojego ojca, zostając później jej wiceprezeską i współwłaścicielką. Była również prezeską i właścicielką przedsiębiorstwa Hollis Crossing Realty, Inc., firmy zajmującej się marketingiem i sprzedażą nieruchomości.

### Działalność polityczna
W latach 1979–1986 była członkinią Izby Reprezentantów stanu New Hampshire gdzie kierowała komisją ds. Finansów i Środków Publicznych. 4 sierpnia 1989 roku Prezydent Stanów Zjednoczonych George H.W. Bush mianował ją na stanowisko Asystentki Sekretarza Stanu ds. Spraw Konsularnych. Stanowisko objęła 18 października tego samego roku. Ustąpiła z funkcji 10 listopada 1992.

### Pozostała działalność
W 2005 roku została powołana na członkinię Rady Powierniczej University of New Hampshire przez gubernatora Johna Lyncha. Funkcję tę pełniła dalej w 2016 roku.

### Życie prywatne
Pozostaje w związku małżeńskim, ma dwójkę dzieci. Jej córka, Maggie Goodlander, jest członkinią Izby Reprezentantów Stanów Zjednoczonych wybraną z New Hampshire, której mężem jest Doradca ds. bezpieczeństwa narodowego Jake Sullivan.